# Chobrzany
Chobrzany is een dorp in de Poolse woiwodschap Święty Krzyż. De plaats maakt deel uit van de gemeente Samborzec.